# Семейство Эвномии
Семейство Эвномии — это крупная группа силикатных астероидов класса S в центральной части главного пояса. В состав этого семейства входит около 5 % всех астероидов главного пояса. Данное семейство получило своё название в честь греческой богини Эвномии. Это семейство также иногда называют семейством Хираямы, в честь японского астронома К. Хираяма. Астероиды этого семейства, так же, как и астероиды ещё нескольких других семейств, имеют одинаковый спектральный и химический состав и образовались в результате разрушения родительского тела.

## Характеристики семейства

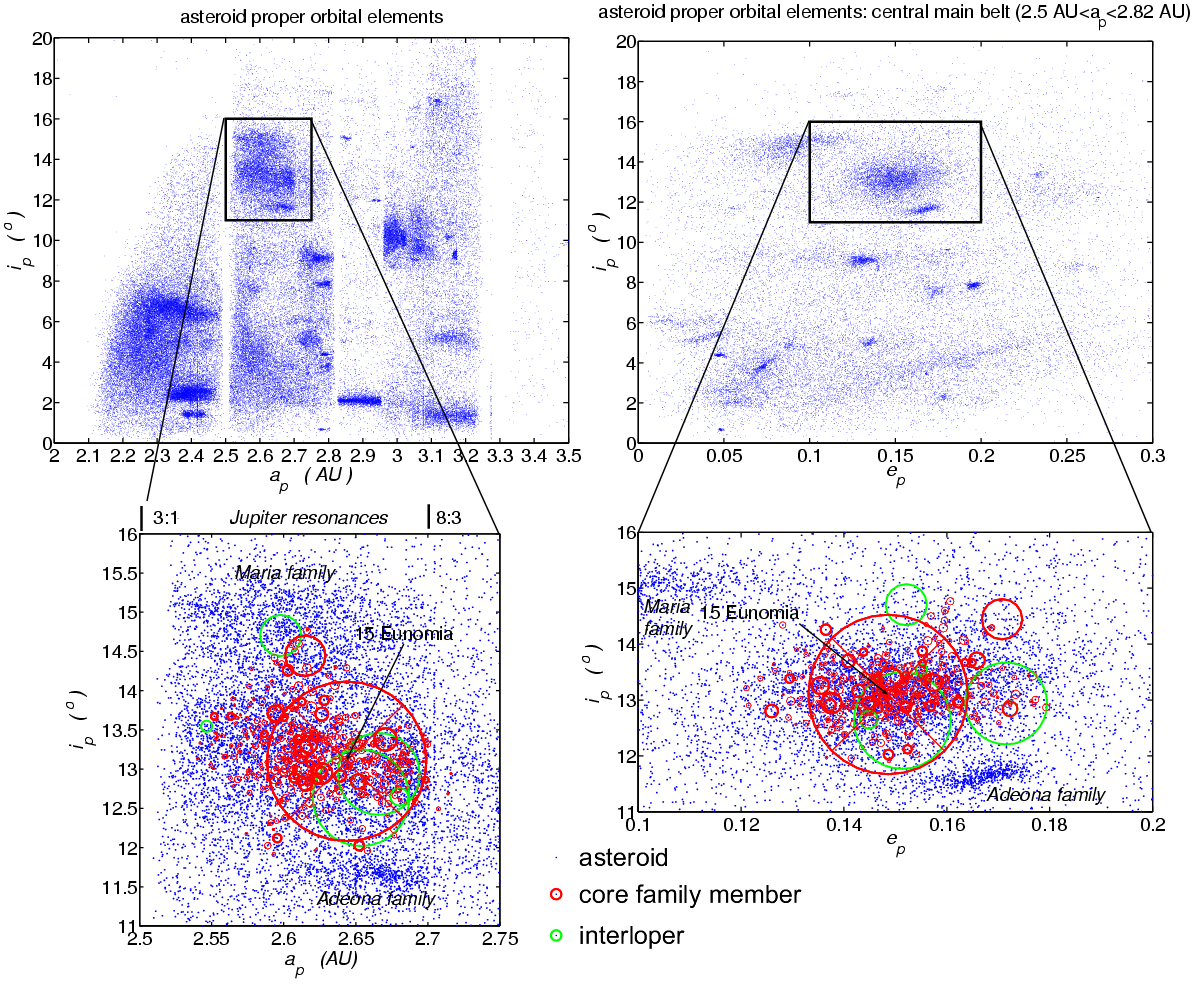
Расположение и структура семейства Эвномии

Как и некоторые другие семейства астероидов, семейство Эвномии образовалось при разрушении родительского астероида в результате столкновения с ним другого крупного астероида. Астероид (15) Эвномия располагается вблизи центра масс семейства, в нём сосредоточено около 70-75 % вещества родительского тела. Он является самым крупным представителем своего семейства, а также крупнейшим «каменным» астероидом спектрального класса S среди всех астероидов главного пояса. Эвномия имеет сильно вытянутую форму с поперечником вдоль продольной оси 300 км и средним диаметром 250 км. А средний диаметр родительского тела до его разрушения мог составлять около 280 км. Вполне вероятно, что благодаря своим размером в родительском астероиде могла произойти частичная дифференциация недр, так как спектры поверхности Эвномии и некоторых других астероидов семейства имеют определённые различия. При этом некоторые исследователи отмечают, что родительский астероид до своего окончательного разрушения мог пережить ещё несколько крупных столкновений. Вероятной причиной разрушения астероида мог послужить астероид диаметром около 50 км, врезавшийся в родительский астероид на скорости 22000 км/ч.
Другие члены семейства довольно равномерно распределены в пространстве вокруг Эвномии. Второй по величине астероид (258) Тихея заметно уступает по размерам Эвномии и имеет лишь 65 км в диаметре, однако его принадлежность к семейству пока не установлена. Поэтому на данный момент совершенно точно можно утверждать, что крупнейший астероид семейства после Эвномии не превышает 30 км.
Спектроскопические исследования показывают, что члены семейства, заметно различаясь по химическому составу, тем не менее, остаются в рамках спектрального класса S. Они имеют в основном каменный (а не ледяной) состав поверхности, включая в себя различные силикаты, а также такие металлы как никель и железо и обладают довольно большим альбедо.
Из-за более поздних столкновений, гравитационных возмущений Юпитера или других крупных астероидов, а также влияния эффекта Ярковского астероиды небольшого размеры с течением времени неминуемо покидают семейство и рассеиваются в космическом пространстве. При этом в семействе Эвномии сохранилось довольно много небольших астероидов, что указывает на сравнительно недавнее формирование этого семейства.
В 2000 году аппарат Кассини-Гюйгенс пролетел вблизи одного из представителей данного семейства — астероида (2685) Мазурский. Однако расстояние в млн км, на котором аппарат пролетел мимо астероида, оказалось слишком большим для того, чтобы рассмотреть что-то на поверхности астероида.

## Расположение и размер
Астероиды семейства Эвномии движутся в области пространства, ограниченной орбитальными резонансами с Юпитером 3:1 и 8:3, при относительно высоком наклоне орбит.
Основной диапазон собственных орбитальных элементов астероидов семейства Гефьён приведён в следующей таблице
|     | ap         | ep    | ip     |
| --- | ---------- | ----- | ------ |
| min | 2,54 а. е. | 0,121 | 11,6 ° |
| max | 2,72 а. е. | 0,180 | 14,8 ° |

Для данной астрономической эпохи диапазон орбитальных элементов для оскулирующих орбит основной массы астероидов приведён в следующей таблице.
|     | a          | e     | i     |
| --- | ---------- | ----- | ----- |
| min | 2,53 а. е. | 0,078 | 11,1° |
| max | 2,72 а. е. | 0,218 | 15,8° |

Так по данным статистического анализа (Zappala 1995) было выявлено 439 основных членов семейства. А в результате недавних исследований их число значитально возросло и на 2005 год составило 4649 астероидов среди 96944 астероидов, открытых на тот период времени, что составляет около 5 % всех астероидов главного пояса.

## Исключения
При исследовании данного семейства были выявлены астероиды, которые, двигаясь по сходным с астероидами семейства орбитам, тем не менее, не принадлежат к нему, из-за несоответствия спектральных характеристик параметрам большинства астероидов. На основе изучения спектральных характеристик были выявлены несколько астероидов, не входящих в данное семейство, но движущихся по сходным с ним орбитам: (85) Ио, (141) Люмен, (546) Геродиада, (657) Гунлёд, (1094) Сиберия и (1275) Кимбрия.